# 판교면
판교면(板橋面)은 대한민국 충청남도 서천군의 면이다.

## 개요
판교면은 지리적으로 마산면, 시초면, 판교, 종천, 부여군 옥산면의 접경 지역이며, 중산간 지대로 소평야를 이루고 있는 전형적인 농촌지역이다. 산업경제면으로 쌀 생산이 주업이며 부추, 오이. 방울토마토, 표고버섯, 양송이버섯 등을 많이 재배하고, 축산농가(한우, 젓소, 양계)도 많다. 서천8경의 천방산과 문산 저수지가 위치하고 있어 군민휴양지로 개발 잠재력이 풍부하다.

## 행정 구역
- 금덕리(金德里)
- 등고리(登古里)
- 마대리(馬垈里)
- 만덕리(萬德里)
- 문곡리(文谷里)
- 복대리(卜大里)
- 상좌리(上佐里)
- 수성리(水城里)
- 심동리(深洞里)
- 우라리(右羅里)
- 저산리(苧山里)
- 판교리(板橋里)
- 현암리(玄巖里): 행정복지센터 소재지
- 후동리(後洞里)
- 흥림리(興林里)